# Thomas Bragg
 (décembre 2015).
Si vous disposez d'ouvrages ou d'articles de référence ou si vous connaissez des sites web de qualité traitant du thème abordé ici, merci de compléter l'article en donnant les références utiles à sa vérifiabilité et en les liant à la section « Notes et références ».
Pour les articles homonymes, voir Bragg.
Thomas Bragg, né le 9 novembre 1810 à Warrenton et mort le 21 janvier 1872 à Raleigh en Caroline du Nord est un homme politique et avocat qui a servi de 34e gouverneur de l'État de Caroline du Nord de 1855 à 1859 ; il a d'ailleurs représenté cet État au Sénat des États-Unis de 1859 à 1861.

## Source de la traduction
- (en) Cet article est partiellement ou en totalité issu de l’article de Wikipédia en anglais intitulé « Thomas Bragg » (voir la liste des auteurs).